# Stany Zjednoczone na Zimowych Igrzyskach Olimpijskich 1984
Stany Zjednoczone na Zimowych Igrzyskach Olimpijskich 1984 reprezentowało 107 zawodników: 77 mężczyzn i 30 kobiet. Był to czternasty start reprezentacji USA na zimowych igrzyskach olimpijskich.

## Zdobyte medale
| Medal  | Zawodnik                           | Dyscyplina            | Konkurencja               | Rezultat    |
| ------ | ---------------------------------- | --------------------- | ------------------------- | ----------- |
| Złoto  | Scott Hamilton                     | Łyżwiarstwo figurowe  | Soliści                   | 2,0 pkt     |
| Złoto  | Bill Johnson                       | Narciarstwo alpejskie | Bieg zjazdowy mężczyzn    | 1:45,59 min |
| Złoto  | Phil Mahre                         | Narciarstwo alpejskie | Slalom specjalny mężczyzn | 1:39,41 min |
| Złoto  | Debbie Armstrong                   | Narciarstwo alpejskie | Slalom gigant kobiet      | 2:20,98 min |
| Srebro | Rosalynn Sumners                   | Łyżwiarstwo figurowe  | Solistki                  | 2,0 pkt     |
| Srebro | Kitty Carruthers, Peter Carruthers | Łyżwiarstwo figurowe  | Pary sportowe             | 3,0 pkt     |
| Srebro | Steve Mahre                        | Narciarstwo alpejskie | Slalom specjalny mężczyzn | 1:39,62 min |
| Srebro | Christin Cooper                    | Narciarstwo alpejskie | Slalom gigant kobiet      | 2:21,38 min |

## Skład kadry

### Biathlon
Mężczyźni
| Zawodnik                                               | Konkurencja         | czas biegu | Kary  | Łączny czas | Pozycja |
| ------------------------------------------------------ | ------------------- | ---------- | ----- | ----------- | ------- |
| Lyle Nelson                                            | Bieg na 20 km       | 1:14:05,4  | 7:00  | 1:21:05,4   | 26.     |
| Glen Eberle                                            | Bieg na 20 km       | 1:18:15,0  | 4:00  | 1:22:15,0   | 33.     |
| Martin Hagen                                           | Bieg na 20 km       | 1:18:19,8  | 12:00 | 1:30:19,8   | 53.     |
| William Carow                                          | Bieg na 10 km       | 33:05,8    | 0     | 33:05,8     | 20.     |
| Josh Thompson                                          | Bieg na 10 km       | 35:10,5    | 4     | 35:10,5     | 40.     |
| Donald Nielsen                                         | Bieg na 10 km       | 35:23,3    | 3     | 35:23,3     | 42.     |
| William Carow Donald Nielsen Lyle Nelson Josh Thompson | Sztafeta 4 × 7,5 km | 1:44:31,9  | 0     | 1:44:31,9   | 11.     |

### Biegi narciarskie
Mężczyźni
| Zawodnik                                                 | Konkurencja        | czas       | Pozycja |
| -------------------------------------------------------- | ------------------ | ---------- | ------- |
| Daniel Simoneau                                          | Bieg na 15 km      | 43:03,4    | 18.     |
| Bill Koch                                                | Bieg na 15 km      | 43:53,7    | 27.     |
| Timothy Caldwell                                         | Bieg na 15 km      | 45:21,2    | 39.     |
| Todd Boonstra                                            | Bieg na 15 km      | 46:36,5    | 54.     |
| Daniel Simoneau                                          | Bieg na 30 km      | 1:35:50,7  | 29.     |
| Bill Koch                                                | Bieg na 30 km      | 1:33:44,4  | 21.     |
| James Galanes                                            | Bieg na 30 km      | 1:37:21,2  | 36.     |
| Kevin Brochman                                           | Bieg na 30 km      | 1:39:24,6  | 47.     |
| Daniel Simoneau                                          | Bieg na 50 km      | 2:25:43,1  | 26.     |
| Bill Koch                                                | Bieg na 50 km      | 2:24:02,3  | 17.     |
| James Galanes                                            | Bieg na 50 km      | 2:28:00,7  | 31.     |
| Audun Endestad                                           | Bieg na 50 km      | 2:24:14,4  | 17.     |
| Daniel Simoneau Timothy Caldwell James Galanes Bill Koch | Sztafeta 4 × 10 km | 1:59:52,30 | 8.      |

Kobiety
| Zawodnik                                                                    | Konkurencja       | czas       | Pozycja |
| --------------------------------------------------------------------------- | ----------------- | ---------- | ------- |
| Lynn von der Heide-Spencer-Galanes                                          | Bieg na 5 km      | 18:38,0    | 27.     |
| Judy Rabinowitz                                                             | Bieg na 5 km      | 18:41,5    | 30.     |
| Susan Long                                                                  | Bieg na 5 km      | 19:28,5    | 38.     |
| Patricia Ross                                                               | Bieg na 5 km      | 19:30,9    | 40.     |
| Judy Rabinowitz                                                             | Bieg na 10 km     | 34:35,1    | 26.     |
| Susan Long                                                                  | Bieg na 10 km     | 35:58,9    | 32.     |
| Patricia Ross                                                               | Bieg na 10 km     | 35:41,3    | 39.     |
| Lynn von der Heide-Spencer-Galanes                                          | Bieg na 10 km     | 35:47,4    | .40     |
| Judy Rabinowitz                                                             | Bieg na 20 km     | 1:07:11,4  | 27.     |
| Susan Long                                                                  | Bieg na 20 km     | 1:07:25,9  | 28.     |
| Lynn von der Heide-Spencer-Galanes                                          | Bieg na 20 km     | 1:08:25,0  | 33.     |
| Kelly Milligan                                                              | Bieg na 20 km     | 1:11:50,4  | 37.     |
| Susan Long Judy Rabinowitz Lynn von der Heide-Spencer-Galanes Patricia Ross | Sztafeta 4 × 5 km | 1:10:48,40 | 7.      |

### Bobsleje
Mężczyźni
| Osada  | Zawodnik                                       | Konkurencja | Ślizg 1 | Ślizg 2 | Ślizg 3 | Ślizg 4 | Łącznie | Pozycja |
| ------ | ---------------------------------------------- | ----------- | ------- | ------- | ------- | ------- | ------- | ------- |
| USA-I  | Brent Rushlaw James Tyler                      | Dwójki      | 53,01   | 52,99   | 52,35   | 52,40   | 3:30,75 | 15.     |
| USA-II | Frederick Fritsch Wayne DeAtley                | Dwójki      | 53,47   | 53,32   | 52,63   | 52,78   | 3:32,20 | 17.     |
| USA-I  | Jeff Jost Joe Briski Tom Barnes Hal Hoye       | Czwórki     | 50,83   | 50,97   | 50,89   | 50,64   | 3:23,33 | 5.      |
| USA-II | Brent Rushlaw Ed Card James Tyler Frank Hansen | Czwórki     | 51,04   | 51,35   | 51,58   | 51,53   | 3:25,50 | 16.     |

### Hokej na lodzie
Reprezentacja mężczyzn
| - Marc Behrend - Scott Bjugstad - Robert Brooke - Chris Chelios - Mark Fusco - Scott Fusco - Steven Griffith - Paul Guay - John Harrington - Thomas Hirsch |  | - Al Iafarte - David Allen Jensen - David Henry Jensen - Mark Kumpel - Pat LaFontaine - Robert Mason - Philip Verchota - Coreyl Millen - Ed Olczyk - Gary Sampson |

Reprezentacja Stanów Zjednoczonych brała udział w rozgrywkach grupy B turnieju olimpijskiego, w której zajęła 4. miejsce. W meczu o 7. miejsce reprezentacja USA pokonała reprezentację Polski 7:4.

### Grupa B
| Drużyna           | M | Mecze | Mecze | Mecze | Bramki | Bramki | Bramki | Pkt |
| Drużyna           | M | W     | R     | P     | +      | –      | +/-    | Pkt |
| ----------------- | - | ----- | ----- | ----- | ------ | ------ | ------ | --- |
| Czechosłowacja    | 5 | 5     | 0     | 0     | 38     | 7      | +31    | 10  |
| Kanada            | 5 | 4     | 0     | 1     | 24     | 10     | +14    | 8   |
| Finlandia         | 5 | 2     | 1     | 2     | 27     | 19     | +8     | 5   |
| Stany Zjednoczone | 5 | 1     | 2     | 2     | 16     | 17     | -1     | 4   |
| Austria           | 5 | 1     | 0     | 4     | 13     | 37     | -24    | 2   |
| Norwegia          | 5 | 0     | 1     | 4     | 15     | 43     | -28    | 0   |

Wyniki
| 7 lutego 1984 | Stany Zjednoczone | 2:4 | Kanada |  |

|  |  |  |  |  |

| 9 lutego 1984 | Czechosłowacja | 4:1 | Stany Zjednoczone |  |

|  |  |  |  |  |

| 11 lutego 1984 | Norwegia | 3:3 | Stany Zjednoczone |  |

|  |  |  |  |  |

| 13 lutego 1984 | Stany Zjednoczone | 7:3 | Austria |  |

|  |  |  |  |  |

| 15 lutego 1984 | Finlandia | 3:3 | Stany Zjednoczone |  |

|  |  |  |  |  |

#### Mecz o 7.miejsce
| 17 lutego 1984 | Stany Zjednoczone | 7:4 | Polska |  |

|  |  |  |  |  |

### Kombinacja norweska
Mężczyźni
| Zawodnik        | Konkurencja   | Bieg narciarski | Bieg narciarski | Bieg narciarski | Skoki narciarskie | Skoki narciarskie | Skoki narciarskie | Skoki narciarskie | Skoki narciarskie | Skoki narciarskie | Skoki narciarskie | Skoki narciarskie | Łącznie | Pozycja |
| Zawodnik        | Konkurencja   | Czas biegu      | Pozycja         | Punkty          | Skok 1            | Nota              | Skok 2            | Nota              | Skok 3            | Nota              | Punkty            | Pozycja           | Łącznie | Pozycja |
| --------------- | ------------- | --------------- | --------------- | --------------- | ----------------- | ----------------- | ----------------- | ----------------- | ----------------- | ----------------- | ----------------- | ----------------- | ------- | ------- |
| Kerry Lynch     | Indywidualnie | 48:02,9         | 3.              | 206,365         | 80,0              | 95,8              | 77,0              | 84,5              | 79,0              | 85,9              | 181,8             | 22.               | 388,165 | 13.     |
| Patrick Ahern   | Indywidualnie | 49:55,2         | 17.             | 189,520         | 83,5              | 103,5             | 78,5              | 87,4              | 81,0              | 91,6              | 195,1             | 16.               | 384,620 | 17.     |
| Michael Randall | Indywidualnie | 51:31,0         | 25.             | 175,150         | 68,0              | 70,2              | 70,5              | 75,6              | 70,0              | 70,0              | 145,8             | 27.               | 320,950 | 28.     |

### Łyżwiarstwo figurowe
| Zawodnik                          | Konkurencja     | Nota | Pozycja |
| --------------------------------- | --------------- | ---- | ------- |
| Rosalynn Sumners                  | Solistki        | 2,0  | srebro  |
| Tiffany Chin                      | Solistki        | 11,0 | 4.      |
| Elaine Zayak                      | Solistki        | 14,2 | 6.      |
| Scott Hamilton                    | Soliści         | 2,0  | złoto   |
| Brian Boitano                     | Soliści         | 11,0 | 5.      |
| Mark Cockerell                    | Soliści         | 27,6 | 13.     |
| Kitty Carruthers Peter Carruthers | Pary sportowe   | 3,0  | srebro  |
| Jill Watson Burt Lancon           | Pary sportowe   | 9,2  | 6.      |
| Lea Ann Miller William Fauver     | Pary sportowe   | 14,0 | 10.     |
| Judy Blumberg Michael Seibert     | Tańce na lodzie | 7,0  | 4.      |
| Carol Fox Richard Dalley          | Tańce na lodzie | 10,6 | 5.      |
| Elisa Spitz Scott Gregory         | Tańce na lodzie | 20,0 | 10.     |

### Łyżwiarstwo szybkie
Mężczyźni
| Zawodnik       | Konkurencja   | Konkurencja   | Konkurencja    | Konkurencja    | Konkurencja    | Konkurencja    | Konkurencja    | Konkurencja    | Konkurencja      | Konkurencja      |
| Zawodnik       | Bieg na 500 m | Bieg na 500 m | Bieg na 1000 m | Bieg na 1000 m | Bieg na 1500 m | Bieg na 1500 m | Bieg na 5000 m | Bieg na 5000 m | Bieg na 10 000 m | Bieg na 10 000 m |
| Zawodnik       | Czas          | Miejsce       | Czas           | Miejsce        | Czas           | Miejsce        | Czas           | Miejsce        | Czas             | Miejsce          |
| -------------- | ------------- | ------------- | -------------- | -------------- | -------------- | -------------- | -------------- | -------------- | ---------------- | ---------------- |
| Dan Jansen     | 38,55         | 4.            | 1:18,73        | 16.            |                |                |                |                |                  |                  |
| Keith Thometz  | 38,56         | 5.            | 1:16,85        | 4.             | 2:00,77        | 14.            |                |                |                  |                  |
| Erik Henriksen | 39,45         | 20.           | 1:17,64        | 11.            | 2:02,20        | 21.            |                |                |                  |                  |
| Mark Mitchell  |               |               |                |                | 2:04,26        | 33.            | 7:34,32        | 21.            | 15:21,24         | 21.              |
| Michael Woods  |               |               |                |                |                |                | 7:24,81        | 12.            | 14:57,30         | 7.               |
| Mark Huck      |               |               |                |                |                |                | 7:46,91        | 35.            |                  |                  |

Kobiety
| Zawodniczka        | Konkurencja   | Konkurencja   | Konkurencja    | Konkurencja    | Konkurencja    | Konkurencja    | Konkurencja    | Konkurencja    |
| Zawodniczka        | Bieg na 500 m | Bieg na 500 m | Bieg na 1000 m | Bieg na 1000 m | Bieg na 1500 m | Bieg na 1500 m | Bieg na 3000 m | Bieg na 3000 m |
| Zawodniczka        | Czas          | Miejsce       | Czas           | Miejsce        | Czas           | Miejsce        | Czas           | Miejsce        |
| ------------------ | ------------- | ------------- | -------------- | -------------- | -------------- | -------------- | -------------- | -------------- |
| Bonnie Blair       | 42,53         | 8.            |                |                |                |                |                |                |
| Mary Docter        |               |               | 1:28,55        | 24.            | 2:12,14        | 14.            | 4:36,25        | 6.             |
| Katie Class        | 42,97         | 10.           | 1:27,57        | 17.            |                |                |                |                |
| Connie Paraskevin  | 43,05         | 13.           |                |                |                |                |                |                |
| Lydia Stephans     |               |               | 1:26,73        | 13.            |                |                |                |                |
| Jane Goldman       |               |               |                |                | 2:21,94        | 17.            | 4:42,49        | 12.            |
| Nancy Swider-Peltz |               |               |                |                | 2:13,74        | 18.            | 4:40,10        | 10.            |

### Narciarstwo alpejskie
Mężczyźni
| Zawodnik      | Konkurencja | Konkurencja | Konkurencja                 | Konkurencja                 | Konkurencja                 | Konkurencja                 | Konkurencja       | Konkurencja                 | Konkurencja                 | Konkurencja                 |
| Zawodnik      | Zjazd       | Zjazd       | Slalom gigant               | Slalom gigant               | Slalom gigant               | Slalom gigant               | Slalom specjalny  | Slalom specjalny            | Slalom specjalny            | Slalom specjalny            |
| Zawodnik      | Czas        | Pozycja     | Czas 1. przejazdu           | Czas 2. przejazdu           | Czas łączny                 | Pozycje                     | Czas 1. przejazdu | Czas 2. przejazdu           | Czas łączny                 | Pozycja                     |
| ------------- | ----------- | ----------- | --------------------------- | --------------------------- | --------------------------- | --------------------------- | ----------------- | --------------------------- | --------------------------- | --------------------------- |
| Bill Johnson  | 1:45,59     | złoto       |                             |                             |                             |                             |                   |                             |                             |                             |
| Douglas Lewis | 1:48,49     | 22.         |                             |                             |                             |                             |                   |                             |                             |                             |
| Phil Mahre    |             |             | 1:22,09                     | 1:21,16                     | 2:43,25                     | 8.                          | 51,55             | 47,86                       | 1:39,41                     | złoto                       |
| Steve Mahre   |             |             | 1:23,43                     | 1:22,60                     | 2:46,03                     | 17.                         | 50,85             | 48,77                       | 1:39,62                     | srebro                      |
| Gale Shaw     |             |             | Nie ukończył 1-go przejazdu | Nie ukończył 1-go przejazdu | Nie ukończył 1-go przejazdu | Nie ukończył 1-go przejazdu | 53,45             | Nie ukończył 2-go przejazdu | Nie ukończył 2-go przejazdu | Nie ukończył 2-go przejazdu |

Kobiety
| Zawodniczka      | Konkurencja | Konkurencja | Konkurencja       | Konkurencja       | Konkurencja   | Konkurencja   | Konkurencja                  | Konkurencja                  | Konkurencja                  | Konkurencja                  |
| Zawodniczka      | Zjazd       | Zjazd       | Slalom gigant     | Slalom gigant     | Slalom gigant | Slalom gigant | Slalom specjalny             | Slalom specjalny             | Slalom specjalny             | Slalom specjalny             |
| Zawodniczka      | Czas        | Pozycja     | Czas 1. przejazdu | Czas 2. przejazdu | Czas łączny   | Pozycja       | Czas 1. przejazdu            | Czas 2. przejazdu            | Czas łączny                  | Pozycja                      |
| ---------------- | ----------- | ----------- | ----------------- | ----------------- | ------------- | ------------- | ---------------------------- | ---------------------------- | ---------------------------- | ---------------------------- |
| Holly Flanders   | 1:15,11     | 16.         |                   |                   |               |               |                              |                              |                              |                              |
| Maria Maricich   | 1:15,55     | 19.         |                   |                   |               |               |                              |                              |                              |                              |
| Debbie Armstrong | 1:15,57     | 21.         | 1:08,97           | 1:12,01           | 2:20,98       | złoto         |                              |                              |                              |                              |
| Christin Cooper  |             |             | 1:08,87           | 1:12,51           | 2:21,38       | srebro        | Nie ukończyła 1-go przejazdu | Nie ukończyła 1-go przejazdu | Nie ukończyła 1-go przejazdu | Nie ukończyła 1-go przejazdu |
| Cindy Nelson     |             |             | 1:11,44           | 1:13,44           | 2:24,88       | 18.           |                              |                              |                              |                              |
| Tamara McKinney  |             |             | 1:10,11           | 1:11,72           | 2:21,83       | 4.            | Nie ukończyła 1-go przejazdu | Nie ukończyła 1-go przejazdu | Nie ukończyła 1-go przejazdu | Nie ukończyła 1-go przejazdu |

### Saneczkarstwo
Mężczyźni
| Zawodnik                  | Konkurencja | Ślizg 1 | Ślizg 2 | Ślizg 3 | Ślizg 4 | Łącznie  | Pozycja |
| ------------------------- | ----------- | ------- | ------- | ------- | ------- | -------- | ------- |
| Frank Masley              | Jedynki     | 46,890  | 47,073  | 46,797  | 46,990  | 3:07,750 | 14.     |
| David Gilman              | Jedynki     | 47,341  | 48,178  | 47,151  | 47,187  | 3:09,857 | 17.     |
| Timothy Nardiello         | Jedynki     | 47,899  | 47,799  | 47,784  | 47,838  | 3:11,320 | 21.     |
| Ronald Rossi Doug Bateman | Dwójki      | 42,400  | 72,251  |         |         | 1:24,651 | 9.      |
| Frank Masley Ray Bateman  | Dwójki      | 43,047  | 43,284  |         |         | 1:26,331 | 13.     |

Kobiety
| Zawodniczka    | Konkurencja | Ślizg 1 | Ślizg 2 | Ślizg 3 | Ślizg 4 | Łącznie  | Pozycja |
| -------------- | ----------- | ------- | ------- | ------- | ------- | -------- | ------- |
| Bonny Warner   | Jedynki     | 42,632  | 42,647  | 44,103  | 42,528  | 2:51,910 | 15.     |
| Theresa Riedl  | Jedynki     | 43,520  | 43,995  | 44,620  | 43,130  | 2:55,265 | 19.     |
| Toni Damigella | Jedynki     | 45,170  | 43,187  | 45,579  | 43,045  | 2:56,981 | 20.     |

### Skoki narciarskie
Mężczyźni
| Konkurencja            | Skoczek        | Skok 1    | Skok 1 | Skok 2    | Skok 2 | Nota  | Pozycja |
| Konkurencja            | Skoczek        | odległość | Nota   | odległość | Nota   | Nota  | Pozycja |
| ---------------------- | -------------- | --------- | ------ | --------- | ------ | ----- | ------- |
| Skocznia normalna K-90 | Jeff Hastings  | 84,0      | 99,4   | 86,0      | 104,1  | 203,8 | 9.      |
| Skocznia normalna K-90 | Landis Arnold  | 81,0      | 92,6   | 79,0      | 89,4   | 182,0 | 28.     |
| Skocznia normalna K-90 | Dennis McGrane | 86,0      | 102,6  | 73,0      | 75,8   | 178,4 | 33.     |
| Skocznia normalna K-90 | Mike Holland   | 81,0      | 90,6   | 87,0      | 73,7   | 164,3 | 41.     |
| Skocznia duża K-112    | Jeff Hastings  | 102,5     | 95,7   | 107,0     | 105,5  | 201,2 | 4.      |
| Skocznia duża K-112    | Reed Zuehlke   | 96,0      | 85,6   | 95,5      | 82,9   | 168,5 | 29.     |
| Skocznia duża K-112    | Mike Holland   | 90,0      | 71,2   | 96,0      | 83,6   | 154,8 | 37.     |
| Skocznia duża K-112    | Dennis McGrane | 71,0      | 7,1    | 89,0      | 72,8   | 79,9  | 53.     |